# Tullgrenella
Tullgrenella es un género de arañas araneomorfas de la familia Salticidae. Se encuentra en  Sudamérica. 

## Lista de especies
Según The World Spider Catalog 12.5::
- Tullgrenella brescoviti Estol, Marta & Rodrigues, 2020
- Tullgrenella corrugata Galiano, 1981
- Tullgrenella didelphis (Simon, 1886)
- Tullgrenella gertschi Galiano, 1981
- Tullgrenella guayapae Galiano, 1970
- Tullgrenella lunata (Mello-Leitão, 1944)
- Tullgrenella melanica (Mello-Leitão, 1941)
- Tullgrenella morenensis (Tullgren, 1905)
- Tullgrenella musica (Mello-Leitão, 1945)
- Tullgrenella nadjae Estol, Marta & Rodrigues, 2020
- Tullgrenella peniaflorensis Galiano, 1970
- Tullgrenella quadripunctata (Mello-Leitão, 1944)
- Tullgrenella selenita Galiano, 1970
- Tullgrenella serrana Galiano, 1970
- Tullgrenella yungae Galiano, 1970